# Il Lombardia 2019
113. ročník jednodenního cyklistického závodu Il Lombardia se konal 12. října 2019. Vítězem se stal Nizozemec Bauke Mollema z týmu Trek–Segafredo. Na druhém a třetím místě se umístili Španěl Alejandro Valverde (Movistar Team) a Kolumbijec Egan Bernal (Team Ineos).
Bauke Mollema se stal prvním nizozemským vítězem Il Lombardie od roku 1981, kdy vyhrál Hennie Kuiper. Také se poprvé od roku 1990 nedostal ani jeden domácí závodník do top desítky.

## Týmy
Závodu se zúčastnilo celkem 25 týmů, všech 18 UCI WorldTeamů a 7 UCI ProTeamů. Každý tým přijel se 7 jezdci, na start se celkem postavilo 175 jezdců. Do cíle dojelo 109 jezdců.
UCI WorldTeamy
- AG2R La Mondiale
- Astana
- Bahrain–Merida
- Bora–Hansgrohe
- CCC Team
- Deceuninck–Quick-Step
- EF Education First
- Groupama–FDJ
- Lotto–Soudal
- Mitchelton–Scott
- Movistar Team
- Team Dimension Data
- Team Ineos
- Team Jumbo–Visma
- Team Katusha–Alpecin
- Team Sunweb
- Trek–Segafredo
- UAE Team Emirates

UCI ProTeamy
- Androni Giocattoli–Sidermec
- Bardiani–CSF
- Cofidis
- Gazprom–RusVelo
- Israel Cycling Academy
- Neri Sottoli–Selle Italia–KTM
- Vital Concept–B&B Hotels

## Výsledky
| Pořadí | Jezdec                   | Tým                | Čas        |
| ------ | ------------------------ | ------------------ | ---------- |
| 1      | Bauke Mollema (NED)      | Trek–Segafredo     | 5h 52' 59" |
| 2      | Alejandro Valverde (ESP) | Movistar Team      | + 16"      |
| 3      | Egan Bernal (COL)        | Team Ineos         | + 16"      |
| 4      | Jakob Fuglsang (DEN)     | Astana             | + 16"      |
| 5      | Michael Woods (CAN)      | EF Education First | + 34"      |
| 6      | Jack Haig (AUS)          | Mitchelton–Scott   | + 34"      |
| 7      | Primož Roglič (SLO)      | Team Jumbo–Visma   | + 34"      |
| 8      | Emanuel Buchmann (GER)   | Bora–Hansgrohe     | + 52"      |
| 9      | Pierre Latour (FRA)      | AG2R La Mondiale   | + 52"      |
| 10     | Rudy Molard (FRA)        | Groupama–FDJ       | + 52"      |